# Luška župa
Luška župa (u izvorima za crnogorsku povijest i kao Lusca i Luscha giopa), jedna od prvotnih župa u dukljanskoj državi.
Obuhvaćala je teritorij između rijeka Morače i Sitnice (današnje Lješkopolje, blizu Podgorice), blizu sjeverozapadne obale Skadarskoga jezera. 
Prije dolaska Slovena, živjeli su na tom prostoru Španji, dok predanja govore i o dvoru bana Lužanina, te kultu stanovita Makabeja. 
Luška župa spominje se u Ljetopisu popa Dukljanina.